# 厚木たか
厚木 たか（あつぎ たか、1907年3月3日 ‐ 1998年5月19日）は、日本の記録映画作家。

## 人物
群馬県出身。日本女子大学卒。1930年、日本プロレタリア映画同盟に参加。構成を担当した『或る保姆の記録』（芸術映画社、1942年）が国民映画賞を受賞。脚本を担当した上野耕三・山添哲監督『オートメーション ―限りなき前進―』（記録映画社、1968年）が日本産業映画コンクール奨励賞、荒井英郎監督『われわれは監視する—核基地横須賀—』（横須賀を映画で記録する会、1975年）がモスクワ映画祭平和委員会賞、ライプツィヒ国際記録・短編映画祭金鳩賞をそれぞれ受賞。一時期哲学者の森宏一と結婚していたがその後離婚、本名は芳賀松枝。夫はアメリカで左翼活動を展開した芳賀武。

## フィルモグラフィ
- 水木荘也監督『或る保姆の記録』（芸術映画社、1942年） - 構成
- 森永健次郎監督『転換工場』（朝日映画社、1944年） - 脚本
- 水木荘也監督『わたし達はこんなに働いている』（朝日映画社、1945年） - 構成
- 京極高英監督『少女たちの発言』（新世界映画社、1948年） - 脚本
- 宮津博監督『善太と三平』（東洋映画、1955年） - 脚色
- 柳澤壽男監督『どこかで春が』（新映画ぷろだくしょん、1958年） - 脚本
- 鈴木重吉構成・編集『東京オリンピックへの道』（1963年） - 脚本
- 上野耕三・山添哲監督『オートメーション ―限りなき前進―』（記録映画社、1968年） - 脚本
- 荒井英郎監督『われわれは監視する—核基地横須賀—』（横須賀を映画で記録する会、1975年） - 脚本
- 森永健次郎・川尻泰司監督『セロ弾きのゴーシュ』（1982年） - 製作

## ビブリオグラフィ
- 雑誌掲載エッセイ・座談会
  - 1947年、「映画展望」誌に「映演スト・二つの意義」[3]。
  - 1952年、「平和の色紙展」を『新日本文学』6月号に掲載。
  - 1959年、「ヨーロッパの旅から-1〜3」を『新日本文学』2月号、3月号、4月号に掲載。
  - 1968年、「歴史映画から現代の課題へ　-婦人解放運動史映画化のなかで」を『月刊社会教育』12月号に掲載。
  - 1975年、研究誌『現代と思想』（青木書店）の座談会「プロキノの活動」に参席。
  - 1976年、「軍部と特高警察のシナリオ検閲」を『文化評論』4月号に掲載。
- 著書
  - 『それでもなお私は働く』（明治図書出版、1966年）
  - 『女性ドキュメンタリストの回想』（ドメス出版、1991年）
- 訳書
  - 『文化映画論』（ポール・ローサ、第一芸文社、1938年）
  - 『ドキュメンタリィ映画』（ポール・ローサ、みすず書房、1960年）
  - 『ドキュメンタリィ映画』（ポール・ローサ、未來社、1976年）